# Cromatografia liquida a ultra alta prestazione

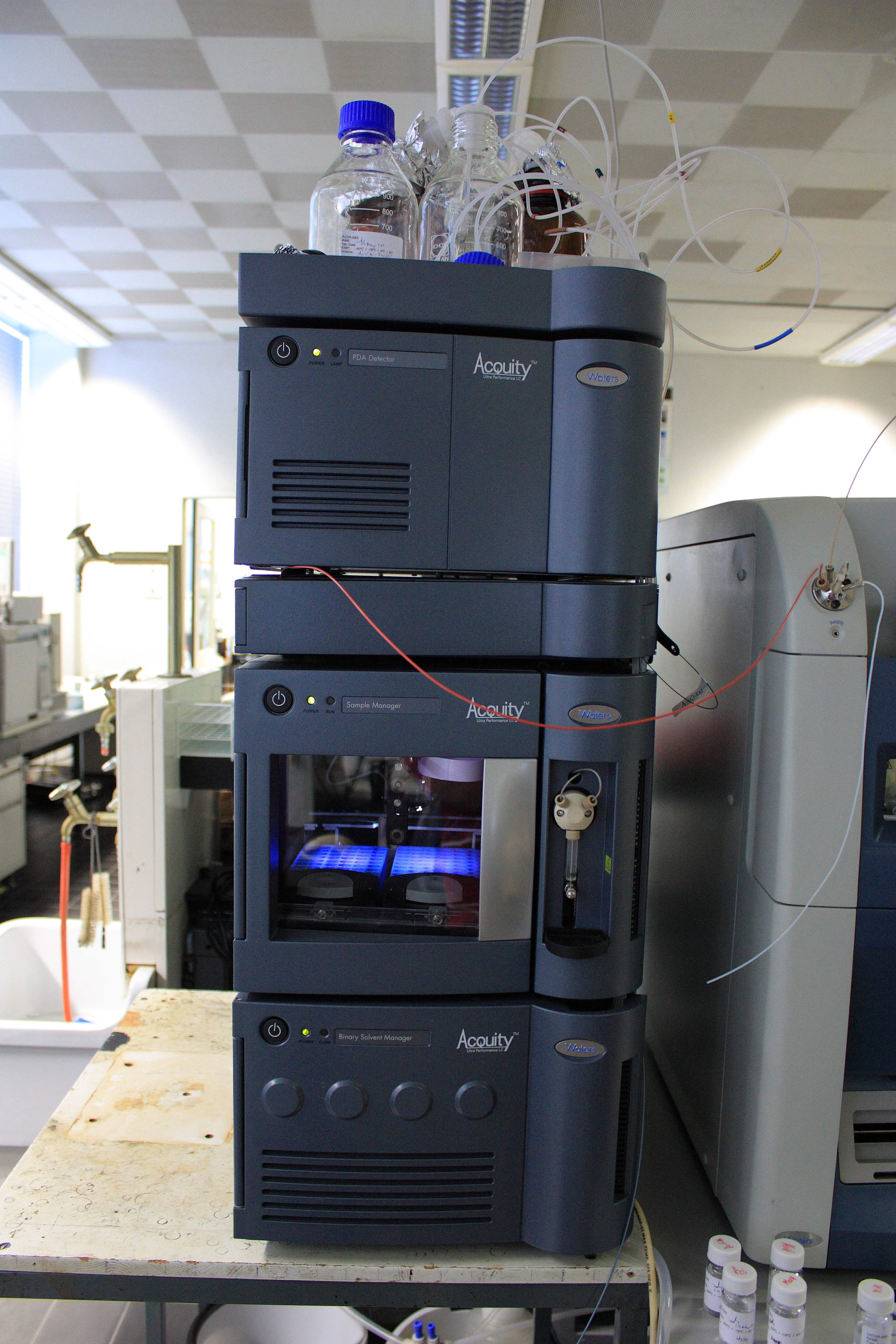
Cromatografo per UHPLC

La cromatografia liquida a ultra alta prestazione (UHPLC, Ultra High Performance Liquid Chromatography) è una recente implementazione che sfrutta l'avanzamento tecnologico nella costruzione dei componenti strumentali tipici della classica HPLC, come la possibilità di produrre colonne contenenti una fase stazionaria con diametro delle particelle molto minore oltre a pompe e parti meccaniche in grado di operare a pressioni di esercizio ancora più elevate.
La tecnica UHPLC permette di ottenere una separazione delle sostanze eluite caratterizzata da una maggiore efficienza e in tempi notevolmente ridotti, utilizzando come fase stazionaria particelle dal diametro solitamente inferiore a 3 μm e pressioni che possono superare i 1000 bar. Altra caratteristica corollaria di non secondaria importanza è il ridotto volume di campione iniettato (la sensibilità è nettamente maggiore) e il risparmio di eluente che si ottiene con questa tecnica.
L'unico difetto è che la vita delle colonne si abbassa nettamente.